# ブローニング wz.1928
ブローニング wz.1928（Browning wz.1928）は、ポーランドで開発された軽機関銃である。アメリカ製のブローニングM1918自動小銃を元に設計され、第二次世界大戦を通じて主にポーランド軍によって使用された。

## 歴史
1918年の独立回復以降、ポーランド軍では分割されていた旧領土から引き継いだ各種の機関銃を装備していた。この中には第一次世界大戦で青軍が使用したフランス製やイギリス製の装備も含まれていた。とりわけ軽機関銃の種類が多く、これは補給および訓練上の問題を引き起こした。
ポーランド・ソビエト戦争終結後の1923年、この問題を解決するべくポーランド軍の新たな標準軽機関銃の採用に向けたコンペが行われたが、結局新規軽機関銃は決定されなかった。翌年、軍務省はブローニングM1918自動小銃（アメリカ）、ルイス軽機関銃（イギリス）、ホッチキス Mle1909（フランス）をサンプルとして12丁ずつ購入した。その後のテストではM1918が優秀な結果を残し、1925年からはベルギーのファブリック・ナショナル社（FN）が製造したM1924（改良型M1918）も加えてテストが続けられた。最終的にM1924の採用が決定し、この際ポーランド軍の要望に基づくいくつかの改良が行われた。原型となったM1918と比較すると、使用する弾薬は.30-06スプリングフィールド弾からポーランドの標準小銃弾7.92x57mmモーゼル弾に変更されたほか、二脚の構造および取付け方式の変更、照門をピープ型からVノッチ型へ変更、精度を高める為の長銃身化、ピストルグリップの追加などが行われた。ポーランドではFN社が製造した10,000丁の改良型M1924に加え、国産化の為のライセンスも合わせて購入した。1928年にはこの改良型M1924が7,92 mm rkm Browning wz. 1928（ブローニング1928年型7.92mm軽機関銃）として制式化された。
ベルギーから購入したライセンスの書類上の問題から、ポーランド国内での生産は1930年まで行われなかった。1939年までに14,000丁ほどが生産された。生産の途中でも改良が行われ、照準器が小型化されたほか、銃床は「魚の尾」と呼ばれる形状に改められた。銃身を容易に交換できるようにする改修設計も進められていたものの、第二次世界大戦の勃発により中断している。
1939年のナチス・ドイツとソビエト連邦によるポーランド侵攻の最中、wz.1928はポーランドの歩兵および騎兵部隊の標準的な軽機関銃だった。これらを鹵獲したドイツ国防軍ではlMG 28 (p)という名称を与え、その後1945年の敗戦まで使用した。また、同様にソ連赤軍でも鹵獲されたwz.1928の運用が行われた。国内軍などの対独・対ソ抵抗運動組織でも使用されていた。

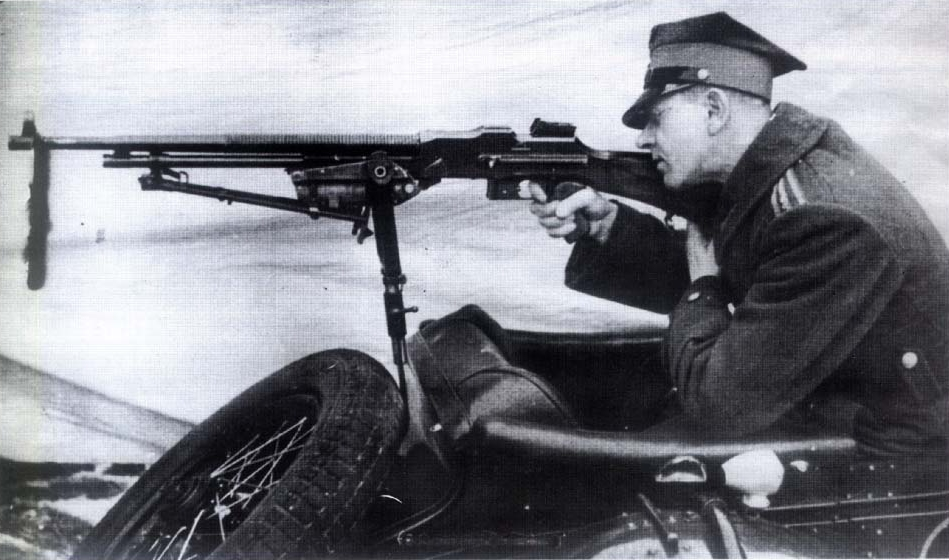
サイドカーに搭載されたwz.1928を構える騎兵
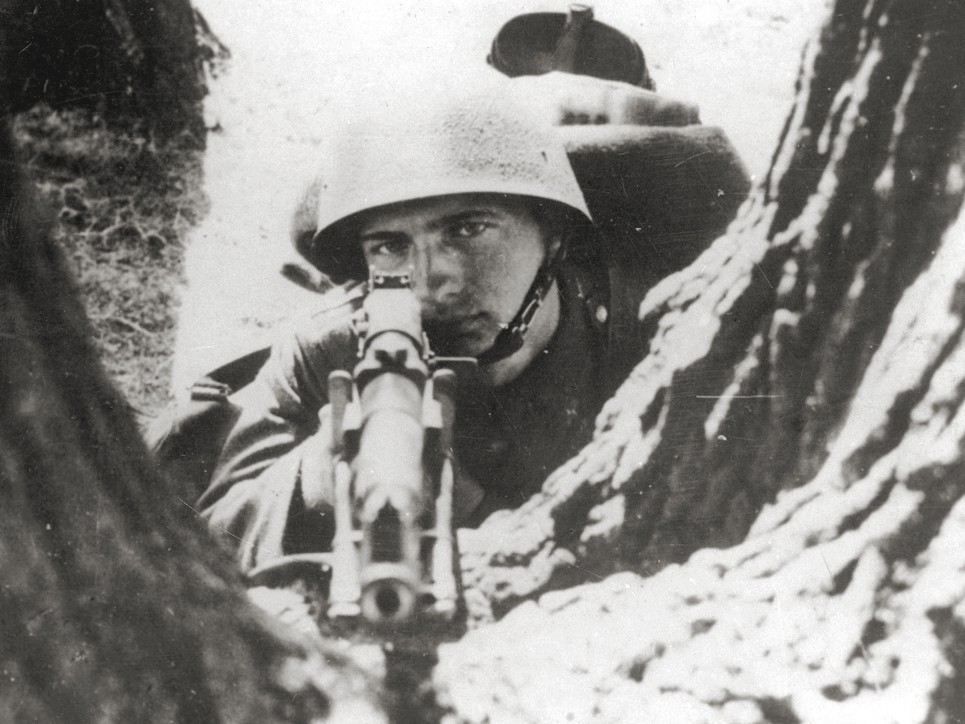
wz.1928を構える歩兵
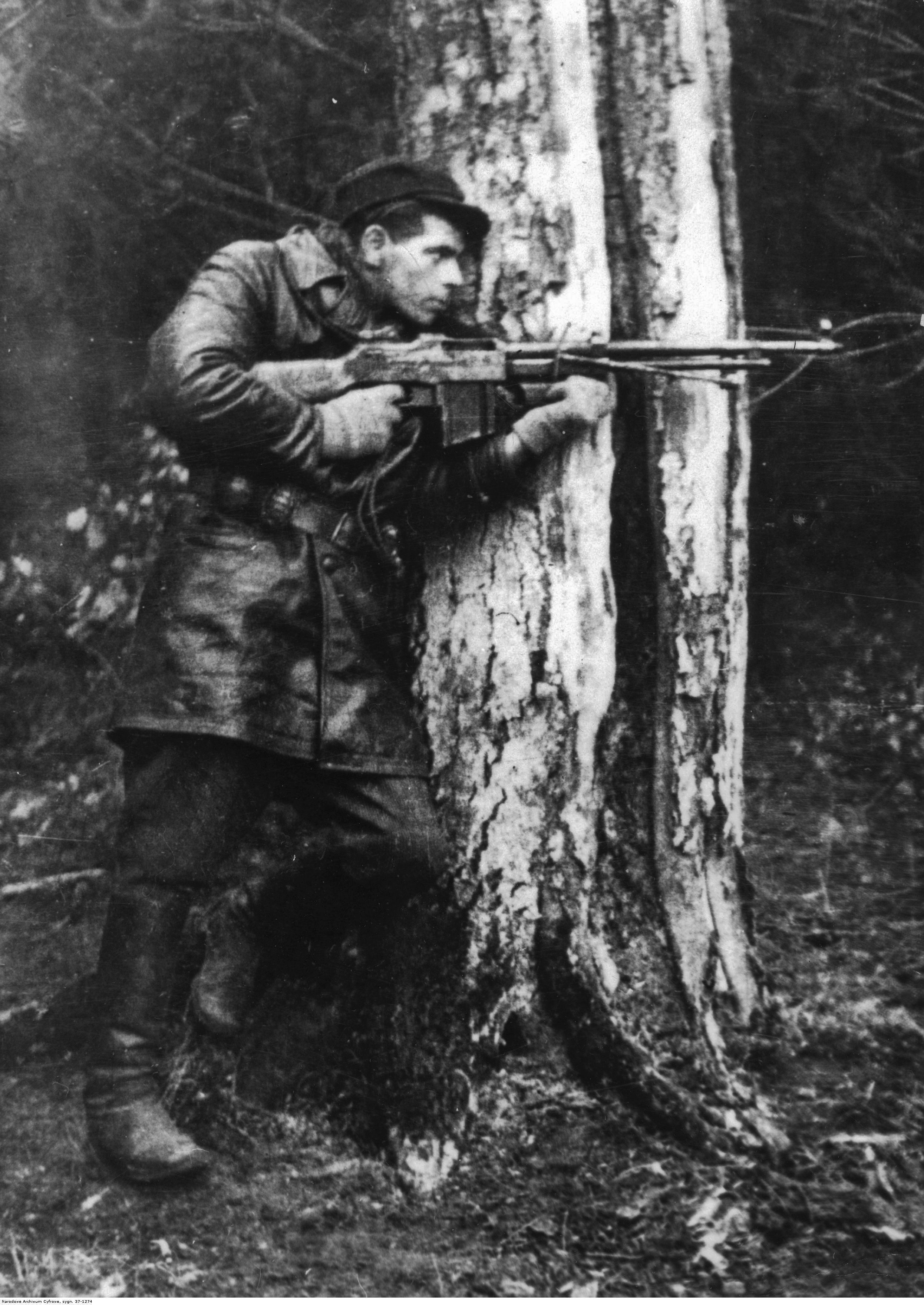
国内軍隷下のイェンドルシェ（英語版）に所属するパルチザン闘士。
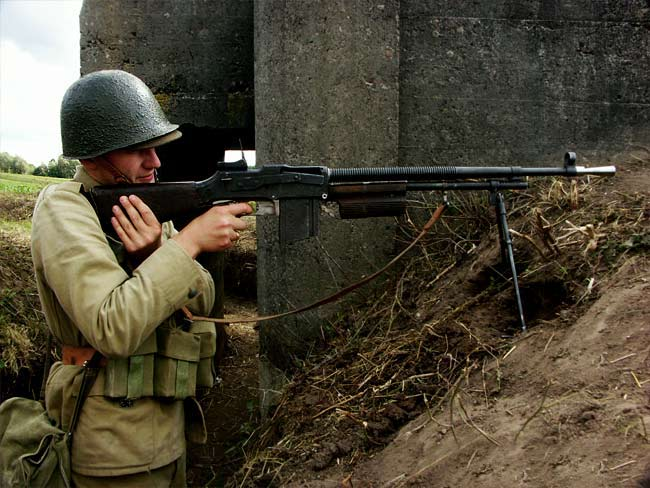
wz.1928の射撃姿勢を取るポーランドのリエナクター

## 派生型

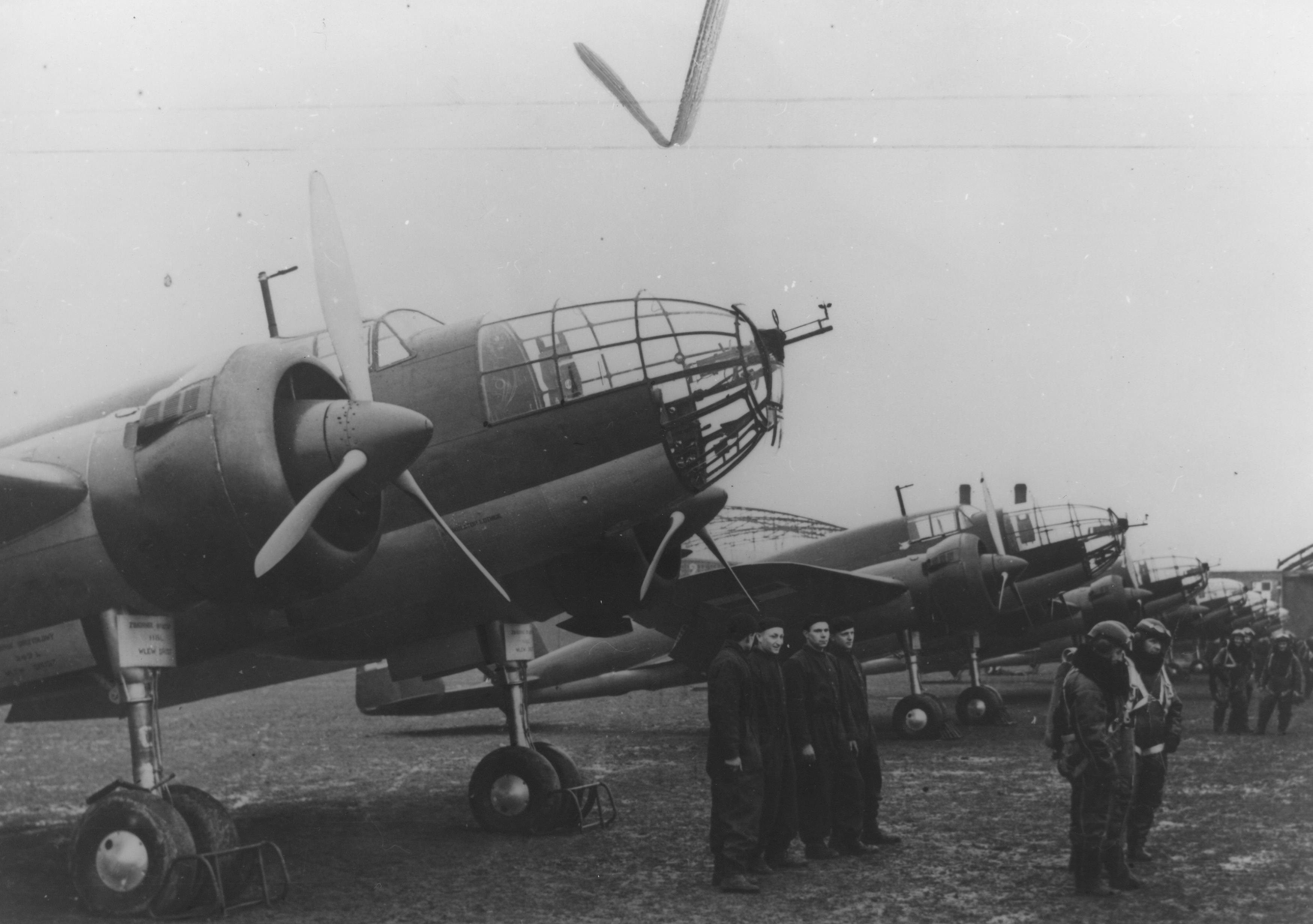
P.37爆撃機。機首にwz.37機関銃が確認できる。

wz.1928を原型とした航空機関銃として、wz.37観測員用機関銃（Karabin maszynowy obserwatora wz.37）がある。P.37爆撃機などに搭載されていた。

## 使用国
- ドイツ国- 1939年のポーランド侵攻の際に鹵獲
- ポーランド
- ソビエト連邦 - 1939年のポーランド侵攻の際に鹵獲
- スペイン - スペイン内戦の折に購入
- スペイン - 内戦の折に共和派から鹵獲